# Ignite
Игнајт (енгл. Ignite) је хардкор амерички бенд из Оранџ Каунти, Калифорнија, који постоји од 1993. године.
У њиховој музици је заступљена претежно социјална и политичка тематика. Чланови бенда су ангажовани у политичким акцијама и помажу организацијама као што су Earth First, Doctors Without Borders, Sea Shepherd, and Pacific Wildlife. 
Албум који им је омогућио продор на музичку сцену је A Place Called Home, објављен је 30. маја 2000. године. За успех овог албума делимично је заслужна и турнеја поводом овог албума, када су обишли преко 30 земаља.

## Дискографија
- -{Scarred For Life - Lost & Found Records - 1994
- In My Time EP - Lost & Found Records - 1995
- Family  - Lost & Found Records - 1995
- Call On My Brothers - Conversion Records - 1995
- Straight Ahead - Rovers Records - 1996
- Past Our Means EP - Revelation Records - 1996
- Ignite / X-Acto Split  - Ataque Sonoro Records - 1997
- A Place Called Home TVT Records - 2000
- Our Darkest Days Abacus Recordings (САД), Century Media Records (Европа) - 2006}-